# Carl Sjöström

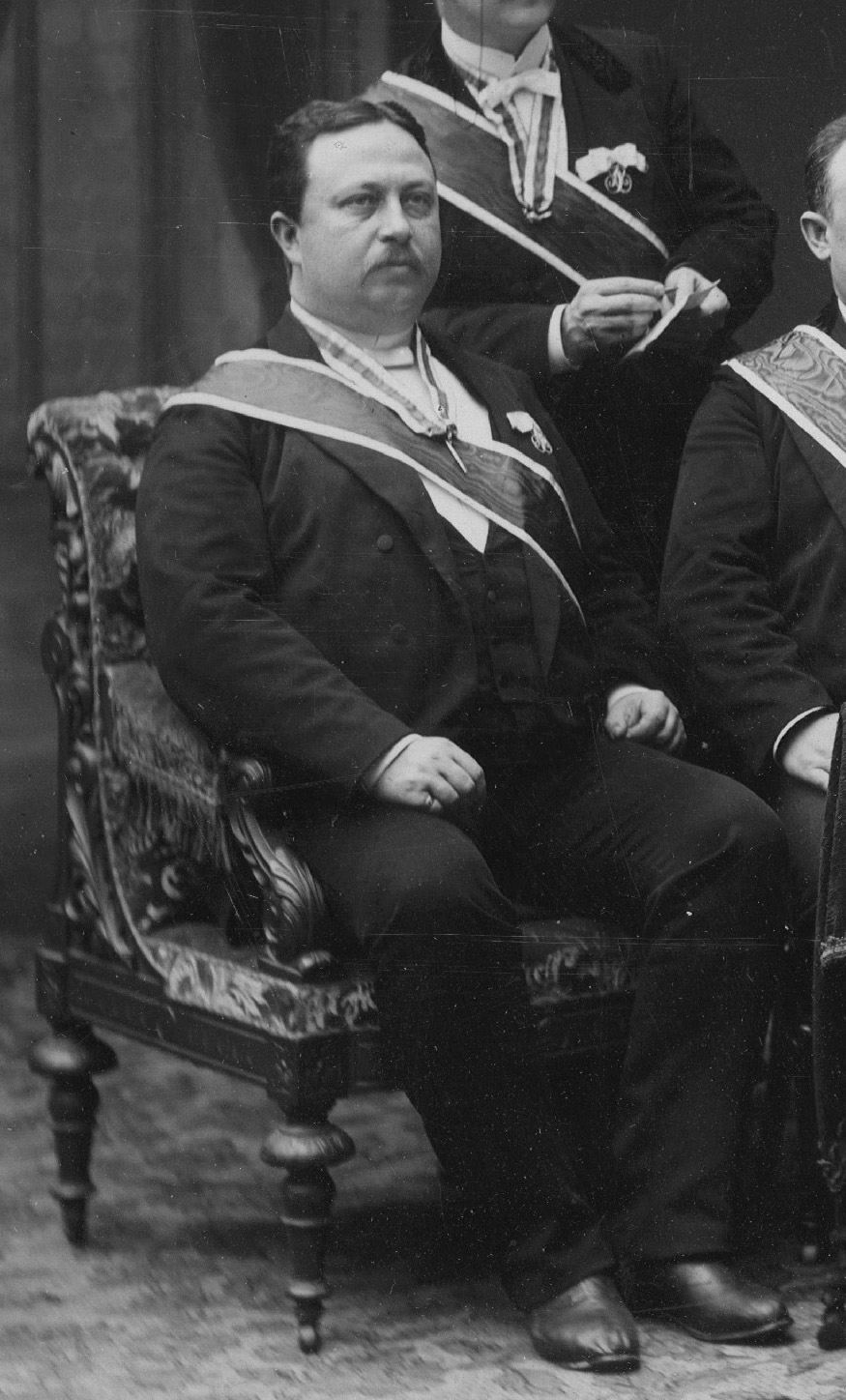
Carl Sjöström omkring år 1890. Detalj ur gruppfoto.

Carl Johan Sjöström, född den 8 juni 1851 i Lund, död där den 6 juli 1918, var en svensk tjänsteman och personhistoriker. 
Efter mogenhetsexamen vid Katedralskolan i Lund blev han student vid Lunds universitet 1872 och avlade kansliexamen där 1883. Han var amanuens i Sjöförsvarsdepartementet 1883–1886 och därefter registrator i Skånska hypoteksföreningen 1886–1900. Mellan 1889 och 1916 var han stadsfogde i Lund.
Under sin studenttid var Sjöström utgivare av Lunds universitetskatalog (som förtecknade både lärare och studenter), ett arbete som ledde honom till det område där han gjort sig känd – nämligen som personhistorisk forskare kring Lunds studentkår. År 1883 började han utgivningsarbetet med studentnationernas biografiska matriklar, då ”Skånska nationen 1833–1883” utkom.  Därefter utgav han matriklarna över studenterna tillhörande Blekinge nation (1901), Norrlands nation (1902), Skånska nationen 1682–1832 (1904), Göteborgs nation (1904),  Värmlands nation (1908), Västgöta nation (1911), Södermanlands nation (1911), Kalmar nation (1915) samt Smålands nation (1922, efter Sjöströms död utgiven av Vilhelm Ljungfors). Alla matriklarna - utom de skånska som var delade i två avdelningar - presenterade nationernas samtliga studenter från äldsta tid till tiden för tryckningen. Den enda då existerande nationen i Lund för vilken Sjöström inte utgav någon studentmatrikel var Östgöta. År 1913 gavs detta istället ut av Johan Axel Setterdahl.
Sjöström gav också ut matriklar för Sankt Knuts Gille i Lund 1656–1886 (1886), Sällskapet CC (1894; Sjöström var sällskapets ceremonimästare 1887–1910), Alnarps lantbruksinstitut (1912), samt över "Lundastudenter under akademiens första årtionden" (1898).
Genom sitt arbete är Sjöström den främste lundensiske personhistorikern och hans omfattande arbeten är ännu grundläggande för kännedom om universitets lärdoms- och personhistoria. Han är begravd på Norra kyrkogården i Lund.